# Льюис, Флюр
Флюр Льюис (англ. Fleur Lewis; род. 3 декабря 2003) — британская пловчиха, призёр чемпионата Европы 2024 года на дистанции 1500 и 800 метров вольным стилем.

## Карьера
Флюр Льюис родилась 3 декабря 2003 года в Барнете, в Великобритании. Специализируется в плавание вольным стилем.
На чемпионате Великобритании по плаванию 2022 года Льюис выиграла заплыв на 1500 метров, завоевав свой первый национальный титул среди взрослых. Она также завоевала серебряную медаль на дистанции 800 метров.
На чемпионате Европы 2024 года в Белграде на дистанции 800 метров вольным стилем стала серебряным призёром, уступив победительнице 3,58 секунды. На дистанции 1500 метров вольным стилем стала бронзовым призёром с результатом 16:17,53.